# Deutsche Fotothek

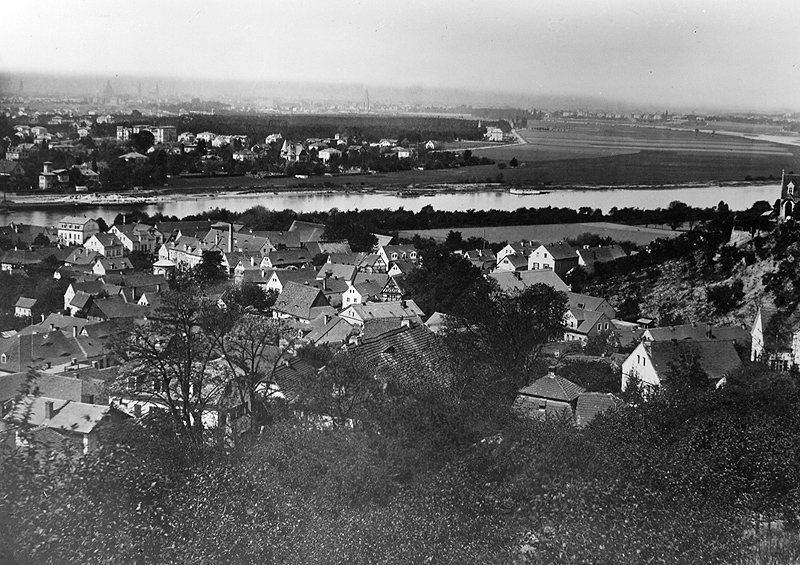
August Kotzsch: Snímek Labe v Drážďanech z roku 1880 – nejstarší snímky ze sbírky pocházejí z poloviny 19. století

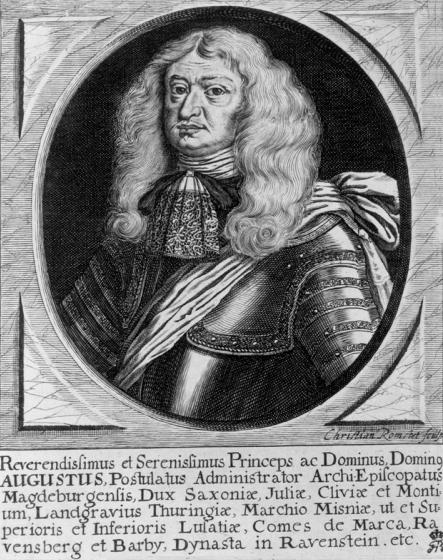
August, vévoda sasko-weißenfelský, hrabě z Barby, administrátor magdeburského arcibiskupství, 1638-1680

Deutsche Fotothek (Německá fotografická knihovna) je univerzální obrazový archiv historie umění a kultury sídlící v Saské zemské a univerzitní knihovně v Drážďanech, který zahrnuje více než tři miliony dokumentů.
Specializuje se na historii umění, architektury a hudby, regionální území Sasko, geografii, technologie a ekonomickou historii. Kromě vlastních záznamů pochází velká část sbírky ze sbírek institucí, podniků a to zejména z pozůstalosti fotografů jako byli například Hermann Krone, Christian Borchert, Fritz Eschen, Walter Hahn, Erich Höhne a Erich Pohl, Richard Peter, Abraham Pisarek nebo Roger Rössing. Z dalších fotografů může být jmenován například Eugen Nosko.

## Historie
Deutsche Fotothek má svůj původ v „Sächsischen Landesbildstelle“, který byl založen v roce 1924. V roce 1925 byl založen fotografický zemský archiv. V roce 1944 činil 47 000 negativů a 65 000 diapozitivů. Instituce sídlila v ulici Zirkusstraße č. p. 40. Během leteckých náletů na Drážďany v únoru 1945 byla zničena s výjimkou externích zdrojů.
V létě roku 1946 byla znovu otevřena na Ehrlich Strasse č.p. 1. Od roku 1951 se přemístila do zrekonstruovaného Saského Stavovského domu. Ve stejném roce jí byl přidělen statut státní fotografické knihovny. V roce 1952 se instituce přejmenovala na „Staatliche Fotothek Dresden“. V roce 1956 získala statut od ministerstva kultury jako „Deutsche Fotothek Dresden – Zentrales Institut für kulturwissenschaftliche Bilddokumente“. V roce 1961 se stala součástí Státní knihovny v Berlíně. Od roku 1983 patří pod oddělení Saské zemské a univerzitní knihovny v Drážďanech (Sächsischen Landesbibliothek-Staats- und Universitätsbibliothek). Od roku 1964 spravuje archivy Akademie umění NDR.

## Inventář a využití
Německá fotografická knihovna má více než 3,2 milionu fotografických dokumentů. V současné době (únor 2010) je asi 1 000 000 snímků dostupné na internetu on-line.
Dne 24. března 2009 proběhla informace, že společnost Wikimedia může použít 250 000 fotografií ze sbírky Deutsche Fotothek. Nato byla uzavřena smlouva mezi Wikimedia Deutschland a Saskou státní a univerzitní knihovnou.
Nyní jsou k dispozici na úložišti obrázků Wikimedia Commons.

## Galerie

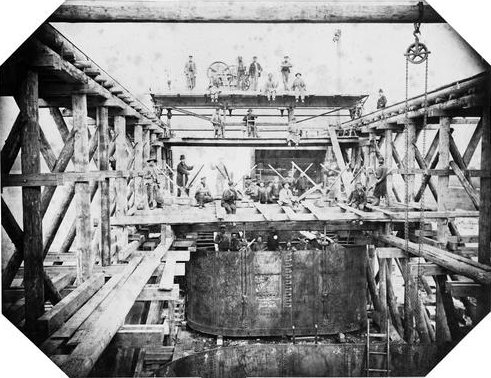
Hermann Krone: Albertův most v Drážďanech, stavba, 1875
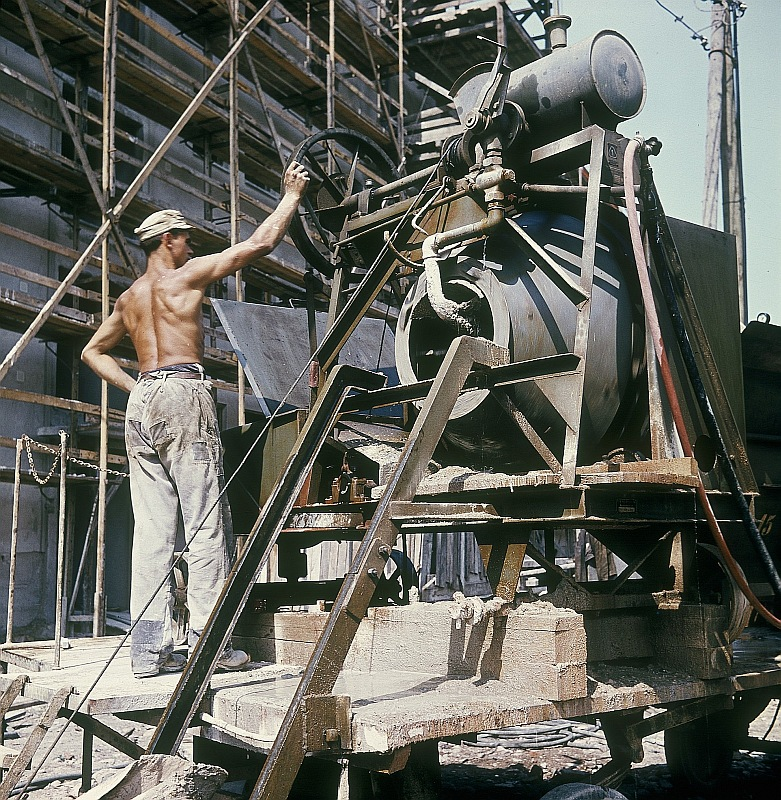
Drážďany. Mobilní míchačka betonu se šikmým výtahem pro přidávání stavebních materiálů. Asi 1955.
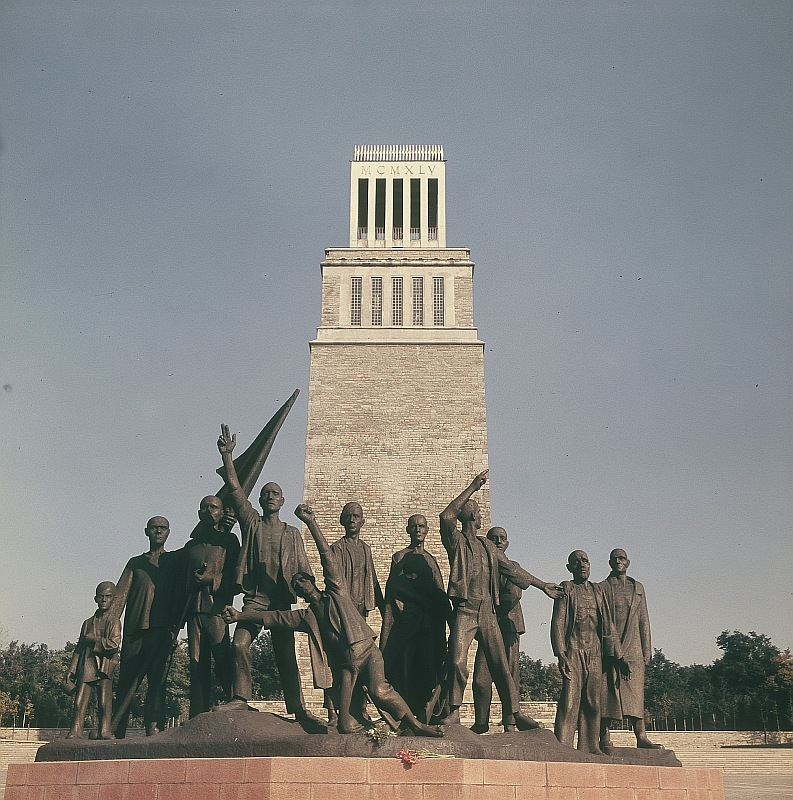
Weimar. Památník koncentračního tábora Buchenwald od Fritze Cremera
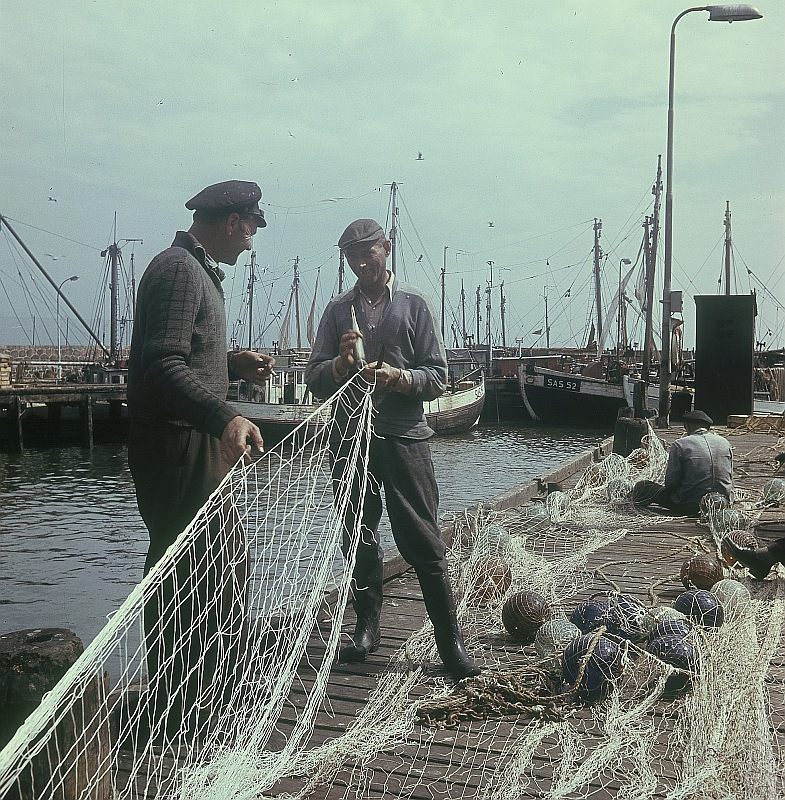
1962
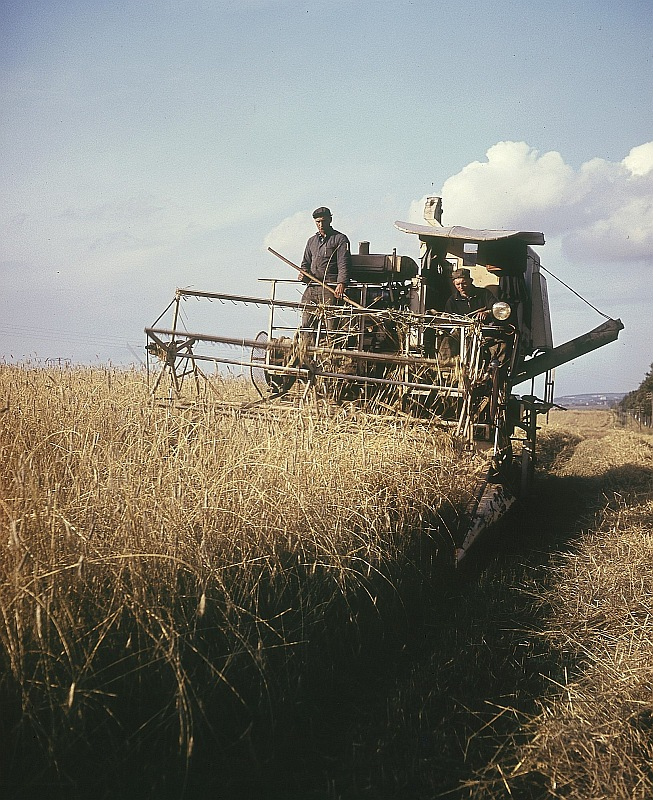
1962
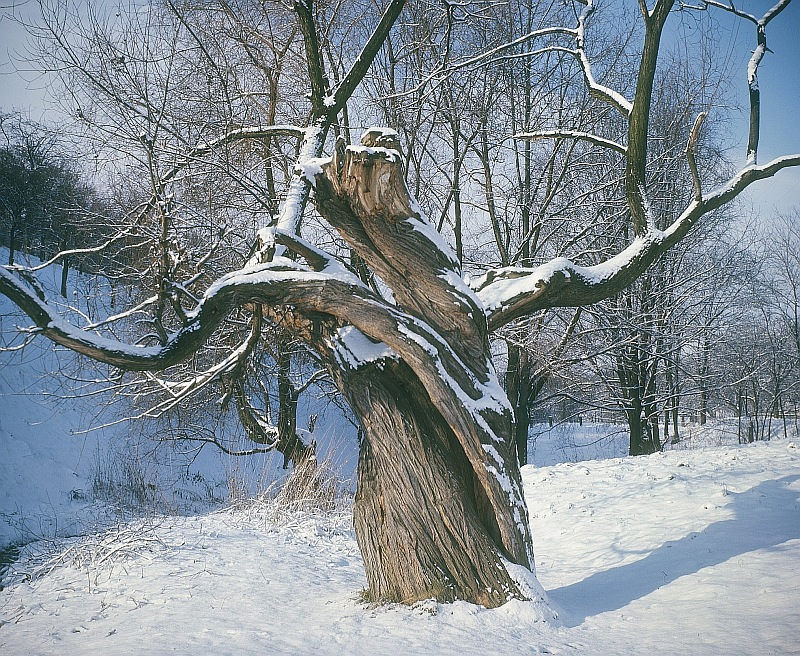
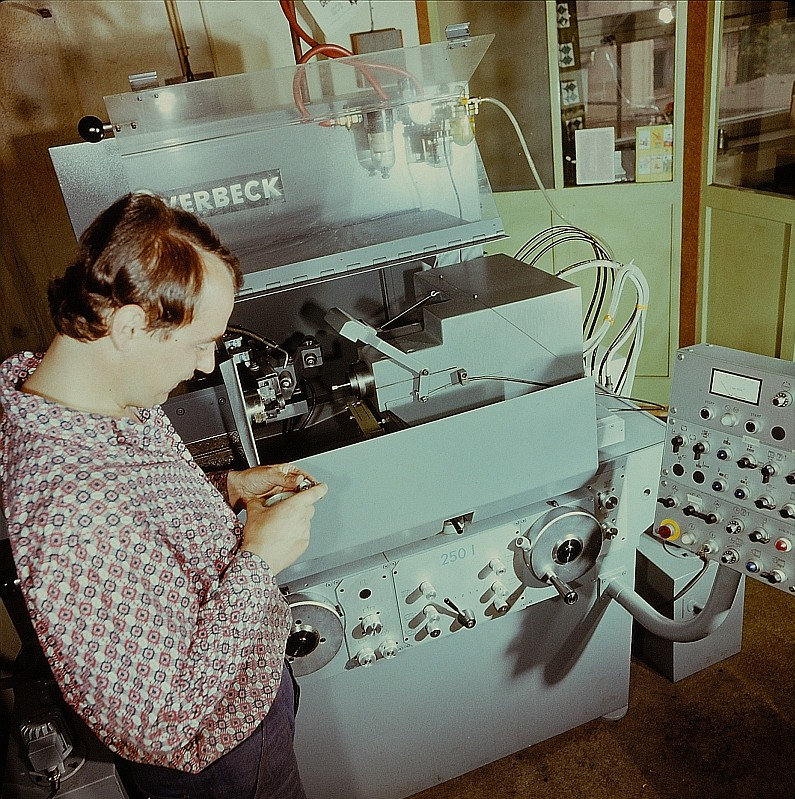
1977
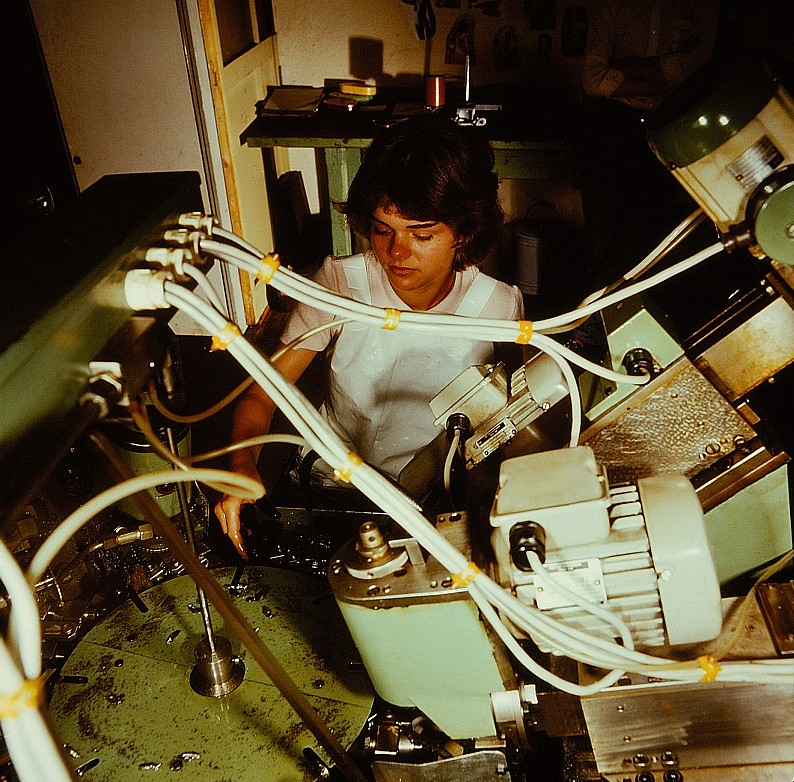
1977
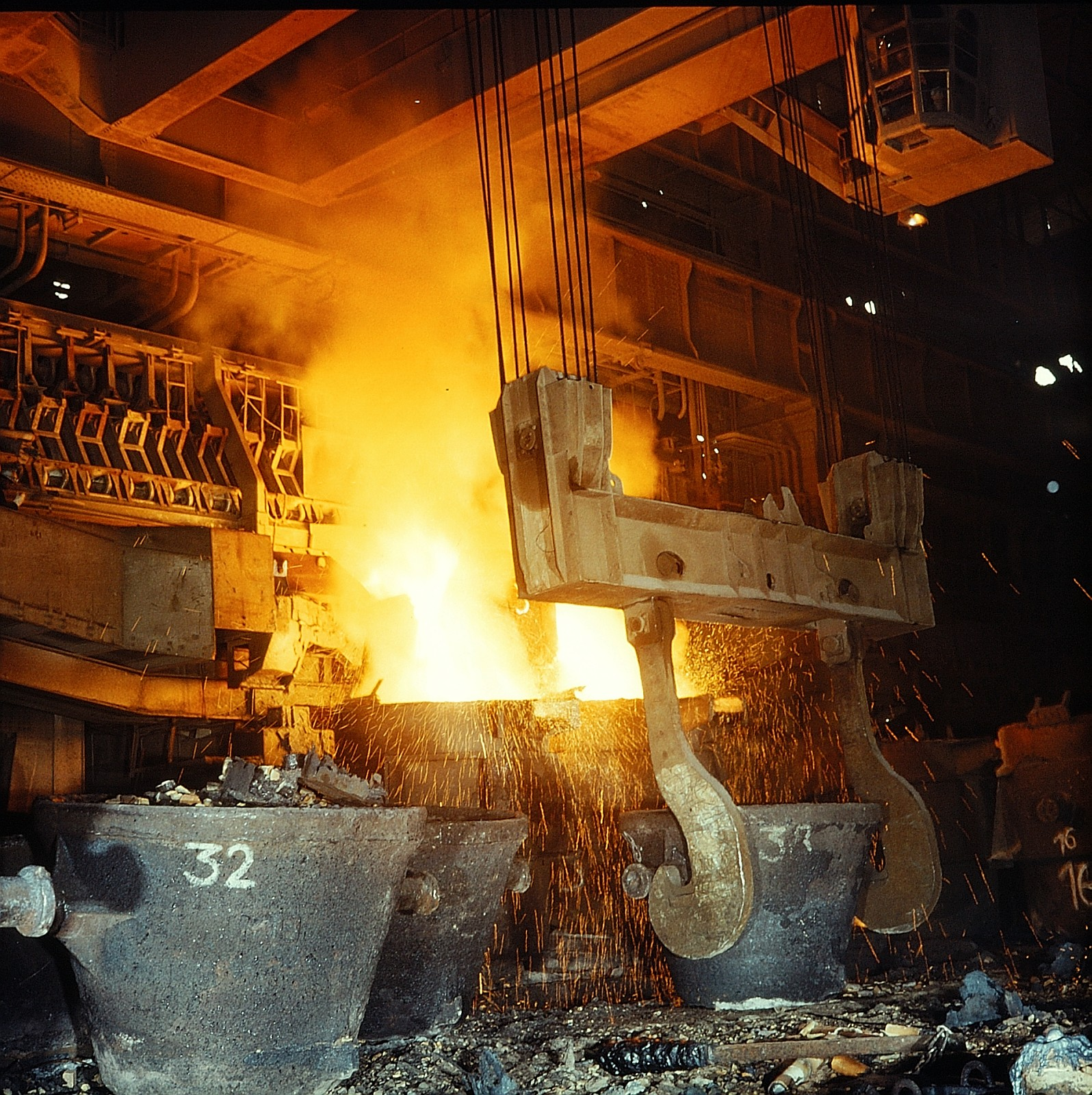
1982
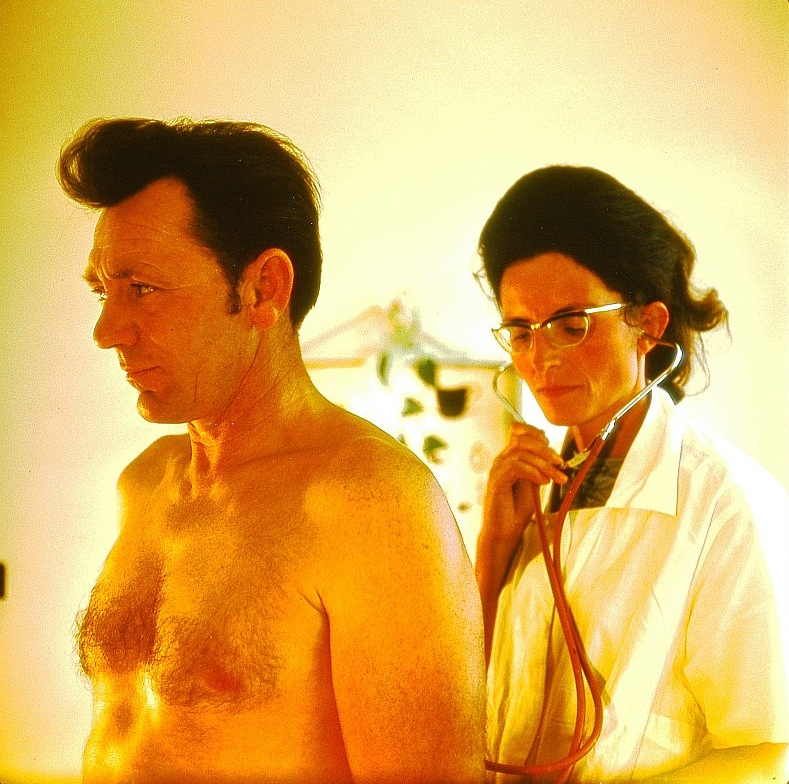
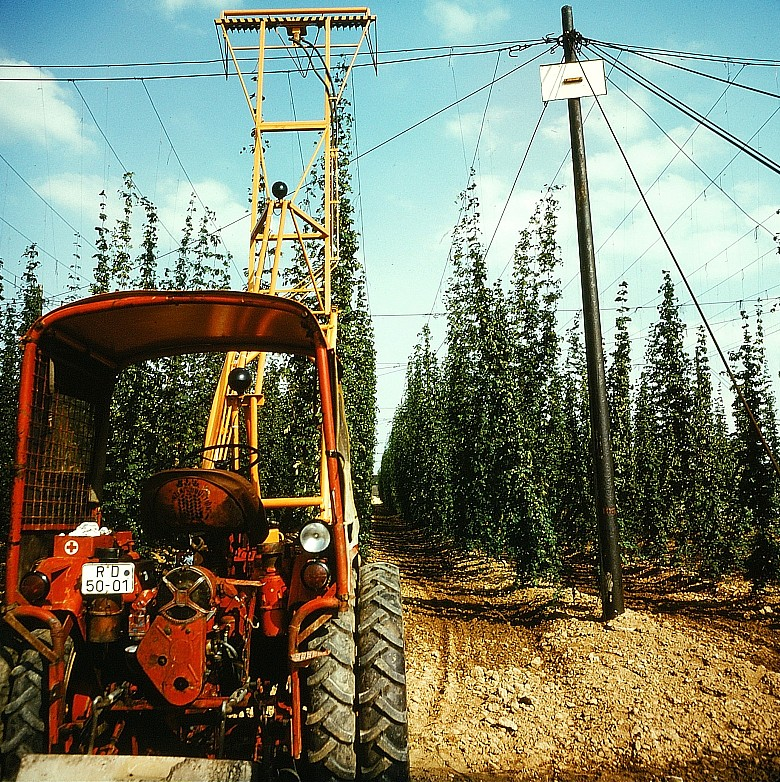
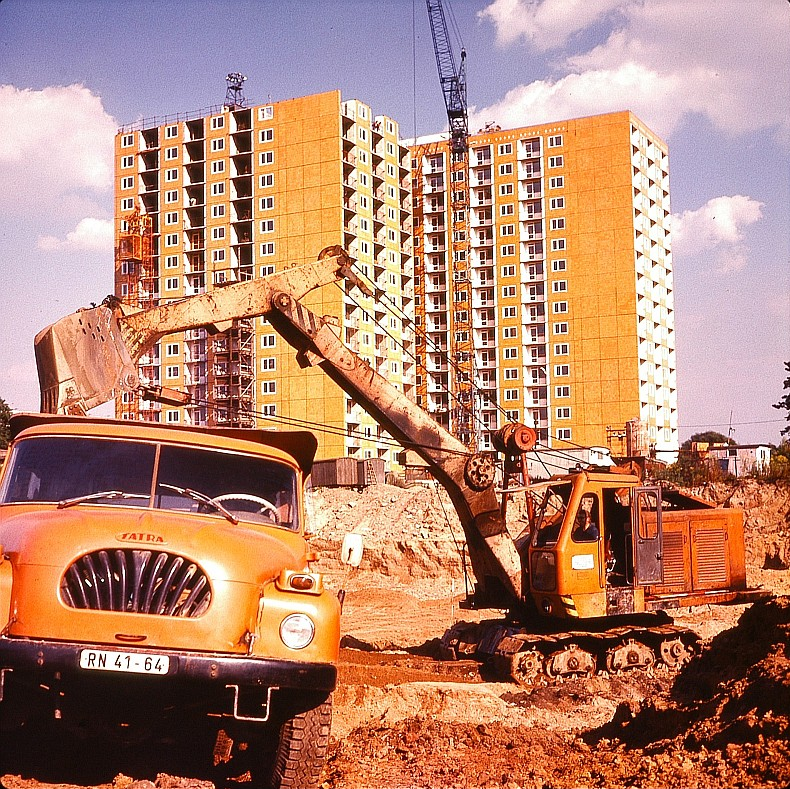
Výškové obytné budovy na Rosenbergstrasse 10 a 12, Drážďany-Gruna, asi 1975-1977
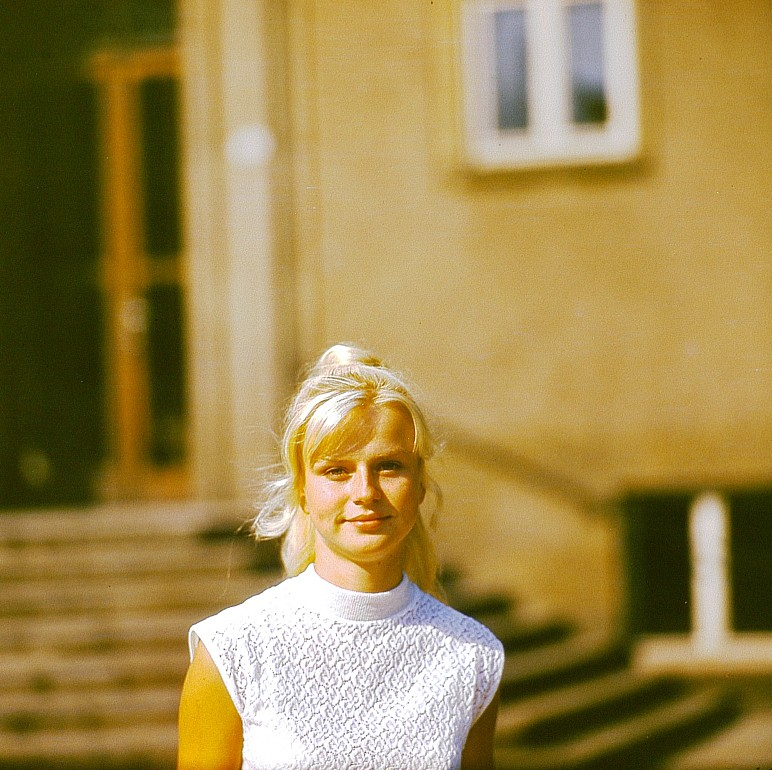
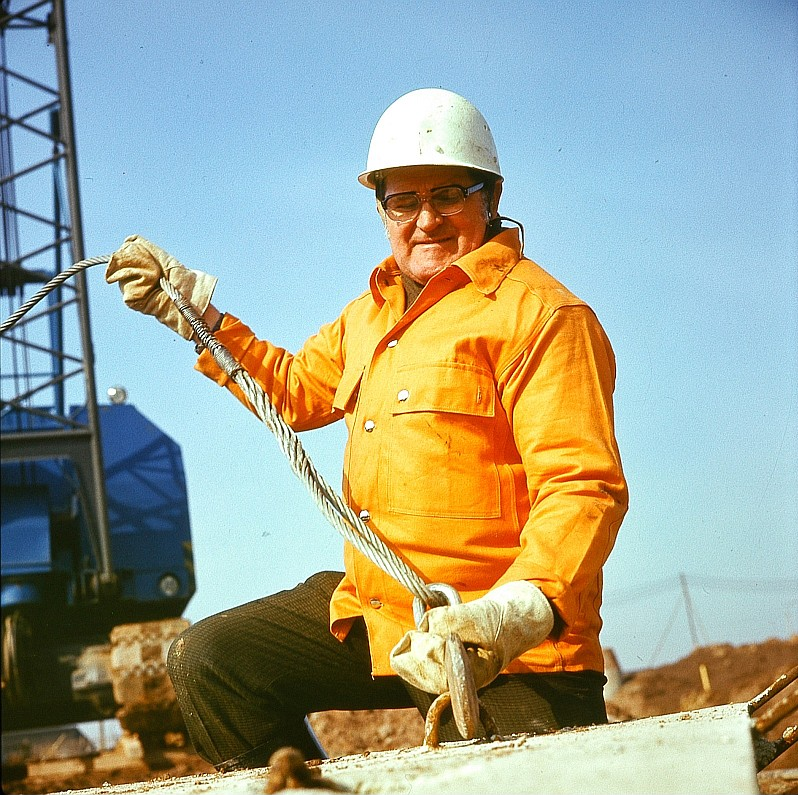
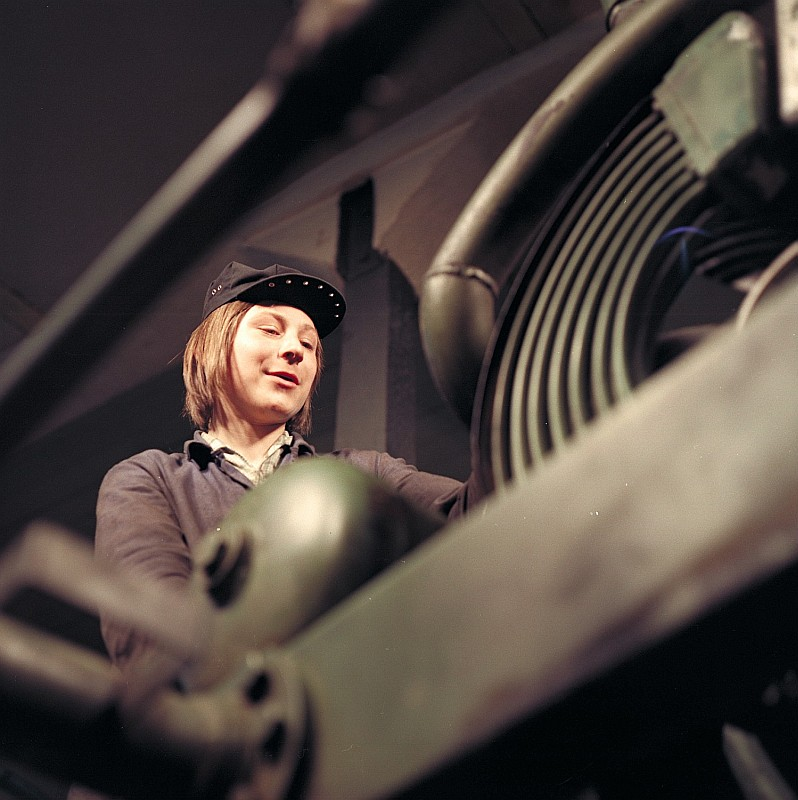